# رافا غوميز
رافا غوميز (بالإسبانية: Rafa Gómez)‏ هو لاعب كرة قدم إسباني، ولد في 5 يناير 1974 في Moncada, Spain ‏ في إسبانيا. لعب مع نادي ليفانتي.